# FOREVER IN THE DAZE TOUR 2021-2022
『FOREVER IN THE DAZE TOUR 2021-2022』（フォーエバー イン ザ デイズ ツアー 2021-2022）は、2023年4月19日に発売された、RADWIMPSのライブビデオである。

## 概要
RADWIMPSは2021年11月23日にアルバム『FOREVER DAZE』を発売した。本ツアーは、同アルバムを掲げたツアーで、2021年11月4日の横浜を皮切りに、翌年1月30日の宮城公演まで、6会場12公演で開催された。本作は2022年1月26日の愛知公演の模様が収録されている。

## 収録曲
1. TWILIGHT
2. 桃源郷
3. ドリーマーズ・ハイ
4. 海馬
5. カタルシスト
6. DARMA GRAND PRIX
7. MAKAFUKA
8. うたかた歌
9. DADA
10. おしゃかしゃま
11. セツナレンサ
12. 匿名希望
13. NEVER EVER ENDER
14. トアルハルノヒ
15. SHIWAKUCHA feat.Awich
16. いいんですか？
17. 鋼の羽根
18. SUMMER DAZE 2021

アンコール
1. 棒人間
2. スパークル
3. 有心論

特典映像
1. Tokyo feat.iri